# Alcohol isononílico
El alcohol isononílico (INA) es un alcohol primario de nueve carbonos. Se utiliza en pequeñas cantidades como fragancia en jabones, lacas para el cabello, cremas faciales y champús. El INA, junto con el 3,5,5-trimetil-1-hexanol, forma la mezcla a la que a veces se denomina isononanol.
Los alcoholes nonílicos, incluido el alcohol isononílico, se producen típicamente por hidroformilación de octenos. Los octenos isoméricos se producen por dimerización de butenos. Estas mezclas de alcoholes se utilizan como disolventes en pinturas y como precursores de plastificantes.